# Joe le taxi
Joe le taxi  è un brano musicale pop inciso nel 1987 dalla cantante francese Vanessa Paradis (all'epoca quattordicenne) e pubblicato come singolo estratto dall'album M&J.
Autori del brano sono Franck Langolff ed Étienne Roda-Gil; produttori del singolo, uscito su etichetta Polydor, furono lo stesso Franck Langolff, Bertrand Châtenet e Philippe Osman.
Il disco ottenne un notevole successo internazionale: primo nelle classifiche di 14 Paesi, fu, tra l'altro, il primo singolo in lingua francese  a raggiungere il terzo posto in classifica negli Stati Uniti a distanza di 18 anni da  Je t'aime... moi non plus cantata da Jane Birkin e da Serge Gainsbourg.
In Italia il brano partecipò al Festivalbar 1988.

## Storia
Per Vanessa Paradis, Joe le taxi rappresentò il secondo singolo dopo La magie des surprises parties, uscito nel 1985.
Il singolo uscì in Francia il 27 aprile 1987, con il brano Varvara Pavlovna al Lato B.

Nel paese transalpino, il disco entrò in classifica tre mesi dopo e vi rimase per ben 23 settimane (dal 27 luglio al 12 dicembre 1987), di cui 11 al primo posto. Si stima che all'epoca il disco passasse in radio mediamente per 450 volte la settimana e che ne venissero acquistate 30 000 copie al giorno.
Sempre nella primavera del 1987 il disco uscì anche in Belgio, Svizzera ed Israele e pure in questi Paesi raggiunse il primo posto delle classifiche.
Uscì in seguito anche in Germania e Paesi Bassi (settembre 1987), dove raggiunse rispettivamente l'8° e il 25° posto delle classifiche, e in Danimarca, Norvegia e Svezia (novembre 1987).
Nella primavera del 1988 il singolo uscì anche in Argentina, Australia, Brasile, Colombia, Giappone, Italia, Portogallo e Spagna e nel 1989 anche negli Stati Uniti (dove raggiunse il 3º posto  delle classifiche).
In Italia, il 45 giri raggiunse il 10º posto delle classifiche e fu in assoluto il 46° singolo più venduto del 1988.

## Testo e musica
Il testo parla di un tassista di nome Joe che, durante le sue notti lavorative per le strade di Parigi, intrattiene i clienti con dell'ottima musica, in particolar modo rumba, mambo e artisti come brani di Xavier Cugat e Yma Sumac, ricreando nell'abitacolo le atmosfere sonore di molti locali notturni della stessa città.
Per quanto riguarda la musica, il brano è accompagnato, tra l'altro, anche dal suono di un saxofono che si snoda al ritmo di cha cha cha.

## Tracce

### 45 giri
Lato A: 

Joe le taxi (Franck Langolff - Étienne Roda-Gil)    3:54

Lato B: 

Varvara Pavlovna (Bertrand Châtenet - Franck Langolff)  3:28

### 45 giri maxi
Lato A: 

Joe le taxi   (Extended version)   (Franck Langolff - Étienne Roda-Gil)     5:30

Lato B: 
1. Joe le taxi (Franck Langolff - Étienne Roda-Gil)    3:54
2. Varvara Pavlovna (Bertrand Châtenet - Franck Langolff) 3:28

## Copertine del disco
- L'edizione francese del 45 giri mostra un primo piano di Vanessa Paradis con un cappello grigio in testa e una giacca in jeans addosso[1][2][5]

## Video musicale
Il video musicale venne registrato nella primavera del 1987 e fu diretto da Jean-Sébastien Deligny.
Nel video, si vede la cantante cantare e ballare la canzone davanti ad un taxi fermo, mentre scorrono le immagini di un taxi che attraversa di notte una città e quelle stilizzate di un sassofonista.

## Classifiche
| Paese       | Posizione massima | Nr. settimane in classifica |
| ----------- | ----------------- | --------------------------- |
| Belgio      | 1                 | 13                          |
| Canada      | 1                 | 8                           |
| Francia     | 1                 | 23 (di cui 11 al 1º posto ) |
| Germania    | 8                 |                             |
| Irlanda     | 2                 |                             |
| Israele     | 1                 |                             |
| Italia      | 10 (1988)         |                             |
| Norvegia    | 5                 | 6                           |
| Paesi Bassi | 25                | 9                           |
| Regno Unito | 3                 |                             |
| Stati Uniti | 3                 |                             |
| Svezia      | 7                 | 9                           |
| Svizzera    | 1                 |                             |

## Cover
Tra i cantanti e gruppi che hanno inciso una cover di Joe le taxi, figurano:
- Angélica (versione in lingua portoghese Vou de taxi, incisa nel 1988) [15]
- Angélica Vale (versione in lingua spagnola Voy en taxi, incisa nel 1988)
- Hanja Krenz (versione in lingua tedesca Allo Taxi, incisa nel 1990)
- Barbara (1995)
- Sherlene Boodram (versione reggae, 1996)
- Hanayo (versione dance, 2000)
- Stero Total (versione rock del 2001)
- Auria Pozzi (versione dance del 2002)
- So Calypso (versione reggae del 2005)
- The Lost Fingers (versione rock del 2009)
- Immi (2009)